# Nadja Månsson
Nadja Månsson (* 22. September 1988 in Kiew, geborene Nadeschda Jurjewna Nadgornaja, russisch Надежда Юрьевна Надгорная) ist eine deutsche Handballspielerin.

## Karriere
Die 1,86 m große Rückraumspielerin begann beim Neusser HV mit dem Handballspiel, als ihr Bruder Dimitrij die talentierte Schwimmerin mit zum Handball-Training nahm. 2004 wechselte sie zum Zweitligisten HSG Blomberg-Lippe, mit dem sie zwei Jahre später in die 1. Bundesliga aufstieg. Ab dem 1. Juli 2008 spielte sie beim DJK/MJC Trier. Im Sommer 2010 wechselte Månsson zum Thüringer HC, wo sie die Rückennummer drei trug und im linken Rückraum eingesetzt wurde. Zur Saison 2015/16 wechselte Månsson zum Bundesligaaufsteiger Borussia Dortmund, da es sie beruflich nach Nordrhein-Westfalen zog. Dort zog sie zusammen mit ihrem damaligen Lebensgefährten und jetzigen Ehemann, dem schwedischen Handballspieler Anton Månsson, der für den TBV Lemgo spielte, nach Rheda-Wiedenbrück. Im Sommer 2016 wurden sie dort Eltern eines Jungen. Als ihr Ehemann 2019 nach Schweden wechselte, verließ sie Dortmund und zog nach Schweden. Dort lief sie für den unterklassigen schwedischen Verein Lödde Vikings HK auf.
Die Rechtshänderin, Tochter eines Belarussen und einer Ukrainerin, bestritt bislang zwölf Länderspiele in der deutschen Juniorinnen-Auswahl (U 20). Ihren größten Erfolg feierte sie am 3. August 2008, als sie mit dem deutschen Team im mazedonischen Skopje überraschend Juniorinnen-Weltmeister wurde. Beim 23:22-Endspielerfolg gegen das favorisierte Dänemark erzielte sie vier Treffer. Mit insgesamt 53 Toren war sie die treffsicherste deutsche WM-Schützin, was ihr zusammen mit Elisabeth Garcia-Almendaris (TSG Ketsch) die Nominierung für das WM-All-Star-Team einbrachte.
Månsson gab am 7. März 2009 ihr Debüt in der deutschen A-Nationalmannschaft. Mit Deutschland nahm sie an der Weltmeisterschaft 2013 teil und erzielte 13 Treffer in sieben Partien. Nach der WM 2017 beendete sie ihre internationale Karriere.

### Größte Erfolge
- Thüringer HC
  - Deutscher Meister 2011, 2012, 2013, 2014, 2015
  - DHB-Pokal 2011, 2013
- HSG Blomberg-Lippe
  - Aufstieg in die 1. Bundesliga 2006
  - Halbfinalistin im DHB-Pokal 2008
- Deutsche Nationalmannschaft
  - Juniorinnen-Weltmeister 2008

### Auszeichnung
- Wahl in das All-Star-Team der Juniorinnen-WM 2008